# Deutscha Bad Boy
Deutscha Bad Boy ist die erste Single aus dem Album Fremd im eigenen Land des deutschen Rappers Fler. Sie wurde am 11. Januar 2008 über das Label Aggro Berlin veröffentlicht und erreichte in Deutschland Platz 16 der deutschen Singlecharts.

## Hintergrund
Ende 2007 wurde bekannt, dass Fler sein Album Fremd im eigenen Land am 25. Januar 2008 veröffentlichen werde. Als Vorbote zum Album wurde die Single Deutscha Bad Boy veröffentlicht.

## Titelliste
Titelliste der Maxi-CD „Deutscha Bad Boy“ von Fler:
1. Deutscha Bad Boy (Original)
2. Deutscha Bad Boy (Djorkaeff Remix)
3. Deutscha Bad Boy (Tai Jason Remix)
4. Jeder gegen jeden
5. Gangsterflows
6. Glock in den Mund
7. Deutscha Bad Boy (Instrumental)

## Produktion
Der Produzent der Single war DJ Desue, der mit Fler bereits für mehrere Titel des Albums Trendsetter sowie die Lieder A.G.G.R.O. auf Neue Deutsche Welle und Schlampe auf Aggro Ansage Nr. 5 zusammengearbeitet hatte. Zuvor hatte sich Desue durch Produktionen für deutsche Rapper wie Sido, Samy Deluxe, D-Flame, MC Rene, Massive Töne oder auch Flers ehemaligen Kollaborationspartner Bushido einen Namen gemacht. Der für den Hauptteil der Produktionen des Albums Fremd im eigenen Land verantwortliche Djorkaeff steuerte einen Remix von Deutscha Bad Boy für die Single bei.

## Illustration
Das Cover zeigt Fler mit unbekleidetem Oberkörper, auf dem Fler und Deutscha Bad Boy steht. Unten rechts findet man das Logo des Vertriebs Aggro Berlin.

## Musikvideo
Die Single wurde über das Label Aggro Berlin vermarktet, welches auch das Album Fremd im eigenen Land veröffentlichte. Ein Musikvideo zum Song wurde am 19. Dezember 2007 veröffentlicht, bei dem man Fler größtenteils in einem Lamborghini durch Berlin fahrend sieht. Des Weiteren sind in mehreren Szenen der Deutscha Bad Boy-Produzent DJ Desue, Flers damalige Aggro Berlin-Labelkollegen Sido, B-Tight und Tony D der Berliner Rapper Playboy 51 oder auch der damals bei I love Money Records unter Vertrag stehende Rapper Silla zu sehen. Vor der Veröffentlichung des Musikvideos wurde ein Making-of hochgeladen.
Der Musiksender MTV gab schon vor der Veröffentlichung des Videos bekannt, es nicht in seinem TV zu zeigen. Als Grund gab der Sender eine „zu zweideutig auslegbare Message“ an. Flers Label Aggro Berlin kommentierte das Vorgehen von MTV so, dass das Video „zu hart, zu deutsch für deutsches Musik-TV“ wäre. Fler selbst sprach in diesem Zusammenhang von „umgekehrter Diskriminierung“. Aggro Berlin reichte daraufhin eine zensierte Version des Musikvideos bei dem Sender ein und präsentierte gleichzeitig die Originalfassung auf ihrem Online-Portal aggro.tv.

## Kommerzieller Erfolg
Die Single erreichte in den deutschen Charts Platz 16. Sie konnte sich insgesamt sieben Wochen in den deutschen Charts halten. In Österreich schaffte es die Single auf Platz 68, verließ die Charts in der darauffolgenden Woche aber wieder.
| ChartsChartplatzierungen | Höchstplatzierung | Wochen |
| ------------------------ | ----------------- | ------ |
| Deutschland (GfK)        | 16 (7 Wo.)        | 7      |
| Österreich (Ö3)          | 68 (1 Wo.)        | 1      |

## Nachwirkung

### Deutscha Bad Boy in anderen Liedern
Die Berliner Hip-Hop Formation K.I.Z verwendete für das auf ihrem 2013 auf ihrem Mixtape Ganz oben veröffentlichte Lied Ich bin Adolf Hitler ein Voice-Sample aus Deutscha Bad Boy. Fler kritisierte K.I.Z für die, nach seinen Angaben ungeklärte, Verwendung des Samples wegen ihrer durch den veränderten Kontext entstehenden inhaltlichen Verfremdung.

### Deutscha Bad Boy 2013
Mitte 2013 wurde eine neue Version des Songs von Fler veröffentlicht. Diese hebt sich jedoch deutlich vom Vorgänger ab, lehnt sich nicht mehr an den Patriotismus an und enthält eine mit Hilfe von Auto-Tune gesungene Hook. Der Song war auf dem Maskulin Mixtape Vol. 3 enthalten.